# Sally Morgan
Sally Morgan (* 18. Januar 1951 in Perth, Western Australia) ist eine von Australiens bekanntesten Aborigine-Künstlerinnen und -Schriftstellerinnen.

## Leben
Sally Morgan wurde 1951 in Perth als Ältestes von fünf Kindern geboren. Lange Zeit glaubte sie, dass ihre Familie aus Indien stammte, stieß jedoch im Alter von 15 Jahren darauf, dass sie Vorfahren der Palku aus der Pilbara-Region hatten. Diese Entdeckung ihrer versteckten Wurzeln und die folgende Suche nach ihrer Identität war der Auslöser für ihr erstes Buch My Place, welches 1987 erschienen ist. In ihm erzählt sie die Geschichte ihrer Selbstfindung durch Kontaktaufnahme mit ihrer Aborigine-Kultur und Geschichte. In Australien wurden mehr als eine halbe Million Exemplare verkauft. Das Buch wurde auch in den USA, Europa und Asien veröffentlicht. 
Ihr zweites Buch Wanamurraganya wurde 1989 herausgegeben. Es handelt sich dabei um die Biographie ihres Großvaters, Jack McPhee. Außerdem hat sie fünf Kinderbücher veröffentlicht.
Neben ihrer Tätigkeit als Schriftstellerin hat Sally Morgan sich internationale Anerkennung als Künstlerin erarbeitet. Ihre Werke sind in zahlreichen privaten und öffentlichen Sammlungen in Australien und den Vereinigten Staaten ausgestellt, darunter der Australian National Gallery.
Sally Morgan hat viele Preise und Auszeichnungen gewonnen. Als Teil der Feiern zur Deklaration der Menschenrechte 1993 wurde ihr Druck Outback als eines von dreißig Gemälden und Skulpturen durch internationale Kunsthistoriker ausgewählt, auf einer Briefmarke einen Artikel der Deklaration zu repräsentieren.
Trotzdem bleibt My Place ihr einflussreichstes Werk, nicht nur wegen seiner großen Popularität, sondern auch weil es anderen Autoren – vor allem solchen mit indigenen Wurzeln – ein neues Vorbild gegeben hat.
Heute ist Sally Morgan Direktorin des Centre for Indigenous History and Arts an der University of Western Australia.

## Literarisches Werk
- My Place, 1987
  - dt. Ich hörte den Vogel rufen, Unionsverlag, Zürich 2018, ISBN 978-3-293-20812-4
- Wanamurraganya 1989
  - dt. Wanamurraganya, Unionsverlag, Zürich 2019, ISBN 978-3-293-20864-3